# Präfekturstraße

Schematische Darstellung eines Straßenschildes der Präfekturstraße 82 der Präfektur Nara

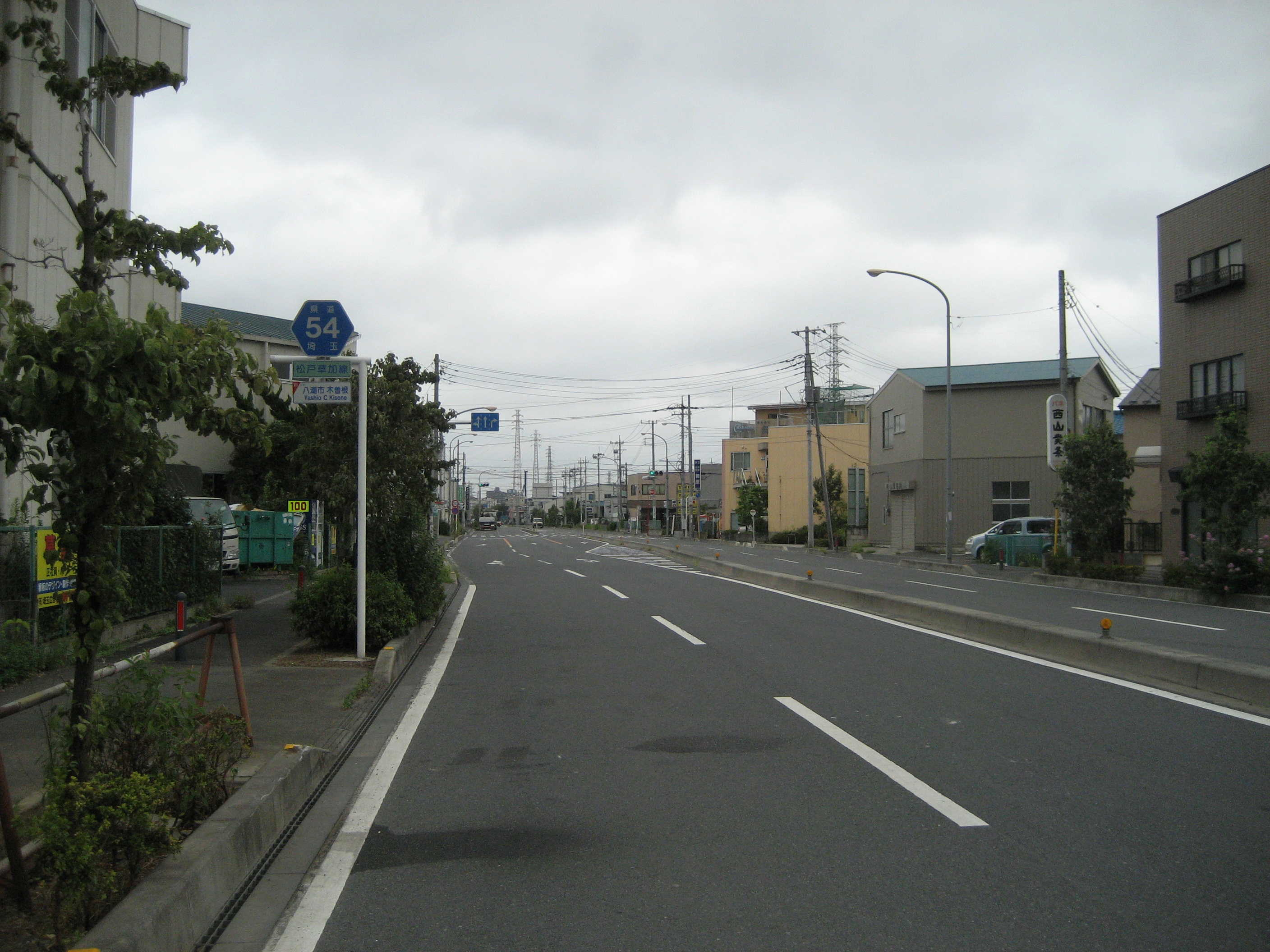
Präfekturstraße 54 in der Stadt Yashio, Präfektur Saitama

Präfekturstraßen (jap. 都道府県道, todōfuken-dō; im Einzelfall dann je nach Präfekturname todō, dōdō, fudō oder kendō) sind Straßen in Japan, die die jeweilige Präfektur verwaltet. Die Strecke genehmigen Gouverneur und Präfekturparlament. Für Großstädte (seirei shitei toshi) gelten besondere Vorschriften. Die Nummer vergibt die Präfektur, zusätzlich zu der Nummer kann ihr auch noch ein Name gegeben werden. 
Zur Kennzeichnung einer Präfekturstraße werden sechseckige blaue Schilder mit einem weißen Rand verwendet. Oberhalb der Nummer der Straße steht „Präfekturstraße“ und unterhalb der Nummer der Name der Präfektur.